# Футболна асоциация
Футболната асоциация, наричана още футболна федерация или футболен съюз, е организация, в която се обединяват континентални, национални или регионални футболни организации или футболни клубове.
Всяка асоциация организира футболни състезания за своите клубове членове, ръководи ги и осигурява съответните наредби и футболни съдии. Има футболни асоциации със съответните компетенции на различни регионални нива: световна федерация, континентални, национални и регионални асоциации. Световната ръководна организация ФИФА, по-специално Бордът на международните футболни асоциации (IFAB), отговаря за общите футболни правила в тези асоциации. УЕФА отговаря за регламентите, свързани с европейските състезания и членовете на УЕФА. Българският футбол се ръководи от Българския футболен съюз (БФС).

## Световна федерация
Най-голямата международна футболна асоциация е световната федерация ФИФА, (Fédération Internationale de Football Association). Тя е основана на 21 май 1904 г. в Париж и е със седалище в Цюрих. ФИФА организира футболни събития със световно участие, като Световното първенство и Световното клубно първенство. До 2016 г. ФИФА обединява 211 национални асоциации.

## Континентални асоциации
Континенталните асоциации са наричани общо конфедерации. Има шест континентални асоциации, подчинени на ФИФА:
- Съюз на европейските футболни асоциации (УЕФА) в Европа – най-голямата континентална асоциация,
- Конфедерация на Южна Америка по футбол (КОНМЕБОЛ),
- Конфедерация на Северна и Централна Америка и Карибите по футбол (КОНКАКАФ),
- Конфедерация на Африка по футбол (КАФ),
- Азиатска футболна конфедерация (AФК),
- Футболна конфедерация на Океания (OФК).

Националните асоциации на отделните страни са подчинени на континенталните асоциации.

### Европейски футболен съюз УЕФА
УЕФА организира общо 16 състезания, 8 от които са за национални отбори и 7 за клубни отбори (към април 2005 г.). Те включват Европейското първенство по футбол за национални отбори, Шампионската лига на УЕФА за клубните отбори, но също така и състезания за женски футбол и юноши. УЕФА се състои от общо 55 национални асоциации, които отговарят за съответните национални отбори и организацията на националните състезания.

## Регионални футболни асоциации
Под нивото на континенталните асоциации има някои асоциации на национални асоциации на регионално ниво, като например КОСАФА на Южна Африка.

## Национални футболни асоциации
Националните футболни асоциации са държавни организации, които ръководят футбола в отделните страни. Те организират националните първенства на различно ниво между клубовете, членуващи в тях. В България националната футболна асоциация е Българският футболен съюз (БФС). Първата футболна асоциация в света е Футболната асоциация на Англия (Football Association, The FA) и е основана през 1863 г. Германският футболен съюз (DFB), който с шест милиона членове е не само футболната асоциация с най-голям брой членове, но и най-голямата спортна асоциация в света.

## Регионални футболни асоциации, държавни асоциации
Отделните национални асоциации прехвърлят регионални задачи като организиране на регионални състезания на (регионални) подасоциации.
Германският футболен съюз има пет регионални асоциации, които са допълнително разделени. Швейцарският футболен съюз (SFV/ASF) и Австрийският футболен съюз  също имат федерална структура.